# José Antonio Alustiza Iriarte
José Antonio Alustiza Iriarte (Ataun, 1916 - San Sebastián, 1992) fue un médico pediatra guipuzcoano, del País Vasco (España), pionero en el ámbito de la atención a niños prematuros y a niños en situación de vulnerabilidad en Guipúzcoa.
En 1962 fundó el  Centro de Prematuros de UNICEF en la Residencia Sanitaria Nuestra Señora de Aranzazu de San Sebastián,  el primer centro de atención especializada para los niños prematuros en Guipúzcoa. 
Además,  fue director de la Casa Cuna de Fraisoro, donde, durante más de tres décadas (1951 - 1986), se dedicó a la atención de miles de niños abandonados, impulsando medidas innovadoras que contribuyeron significativamente a aumentar la tasa de supervivencia de los niños expósitos. 

## Biografía y trayectoria profesional
Nació en Ataun, provincia de Guipúzcoa en 1916. En 1923 la familia se trasladó a Villabona porque su padre, Jesús Alustiza Urteaga, obtuvo la plaza de médico titular y director de la Casa Cuna de Fraisoro.
Cursó sus estudios de medicina en la Universidad de Zaragoza.
Comenzó trabajando de ayudante de su padre. En esta etapa se reafirmó su interés por la difícil situación de los niños expósitos en Guipúzcoa.
Posteriormente fue becario durante tres años en el Instituto Provincial de Puericultura de Madrid cuyo director era Juan Antonio Alonso Muñoyerro donde se especializó en pediatría completado con su asistencia al Hospital Infantil Universitario Niño Jesús de Madrid con el pediatra Jaime Cárdenas. 
En 1943 realizó una estancia en el Instituto Nacional de Hematología con Carlos Elósegui Sarasola. En éste periodo realizó un trabajo de investigación sobre "profilaxis del sarampión con plasma retro placentario"  que presentó en la Sociedad de Pediatría de Madrid el 10 de junio de 1943. Así mismo, publicó una monografía titulada: "Estudio del niño abandonado en las inclusas: su mortalidad en España y problemas que plantea" publicado por la   Dirección General de Sanidad en 1944.
En esta etapa, junto con los pediatras Juan Bravo Frías y Juan Antonio Alonso Muñoyerro, eran partidarios de formalizar legalmente la identificación paternal con asunción de responsabilidades económicas con lo que disminuiría el número de abandonos pero tuvieron muchas trabas y no se llevó a efecto.
Retornó a San Sebastián y en 1945 comenzó colaborando   con su padre en la Casa Cuna de Fraisoro y en la Seguridad Social como pediatra interino  del área de San Sebastián. Consolidó la plaza en propiedad en 1955.
En 1951 tras el fallecimiento de su padre se hizo cargo de la dirección de la Casa Cuna donde atendió a miles de niños abandonados. Durante cuarenta años estuvo vinculado a Fraisoro  dedicado al cuidado  de los menores desamparados hasta su jubilación en 1986.
Siguiendo el trabajo de sus antecesores disminuyó el índice de mortalidad infantil al 1% lo que le hizo ser un centro de referencia en el Estado.

En 1956 obtuvo por oposición plaza de Médico Puericultor del Estado.

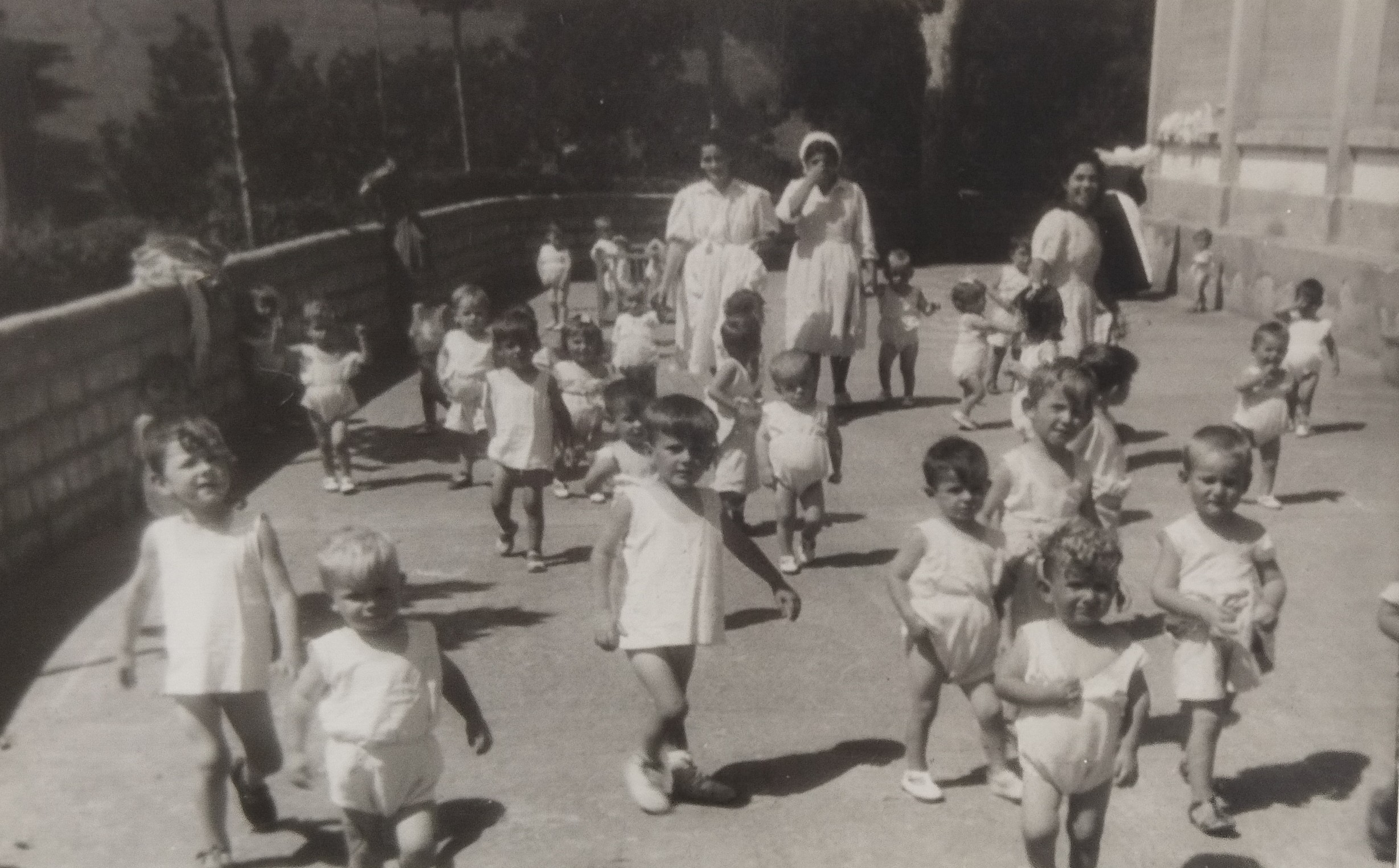
Casa Cuna de Fraisoro hacia 1960

En 1960 se inauguró la Residencia Sanitaria Nuestra Señora de Aranzazu, y se nombró a José Antonio Alustiza  responsable del servicio de pediatría. En los primeros años  comenzó trabajando como único pediatra  y en 1973 consolidó su plaza como jefe de servicio de pediatría. En ese período, se produjo un importante cambio en el ámbito sanitario, como fue la tendencia a dar a luz en los hospitales en lugar de hacerlo en los hogares. Este fenómeno, junto con el denominado "baby boom" de la década de 1960, generó una enorme carga de trabajo, llegando a entre 5.500 y 6.000 partos anuales en el centro. 
En 1961 creó en su hospital el primer centro de atención especializada para niños prematuros en Guipúzcoa donde ingresaban unos 400 niños prematuros al año. En el Hospital atendían a todos los niños que lo requirieran independientemente de que fueran  del seguro de enfermedad.
Hasta entonces, al no haber incubadoras, los niños prematuros estaban abocados al fallecimiento o a sobrevivir con graves secuelas.

## Fallecimiento y legado
José Antonio  dejó un legado por su trabajo en la medicina pediátrica y en la protección infantil que se vio truncado a los 62 años con la pérdida de la salud. 

En 1986 el que fuera presidente de la Diputación Xabier Aizarna le entregó en la Casa Cuna una placa conmemorativa en reconocimiento a su trabajo. 

UNICEF

Su actuación más importante en los primeros años sesenta fue conseguir que su hospital fuera uno de los 8 Centros de Prematuros promovidos por UNICEF y que supuso un gran cambio en el tratamiento de los prematuros con la instalación del primer Centro de Prematuros  en Guipúzcoa.
En el  centro de prematuros conseguía una supervivencia del 87% de los prematuros cumpliendo los objetivos para lo que fueron creados también en cuanto a docencia. El trabajo de estos centros implicó la asistencia a niños prematuros y la formación de personal con un sistema de becas en la Escuela de Puericultura de París. Es destacable no solo la eficacia de estos centros en su doble faceta clínica y docente sino también por ser un modelo pionero en su época.  Fueron los primeros centros de atención especializada para los niños prematuros en España que representaban el 6% de los nacimientos. Entre 1954 y 1969 se tutelaron por UNICEF 9 centros de prematuros en 8 ciudades españolas.
Estos centros fueron los precursores de las futuras unidades de neonatología que en los años setenta se consolidó como una especialidad propia.

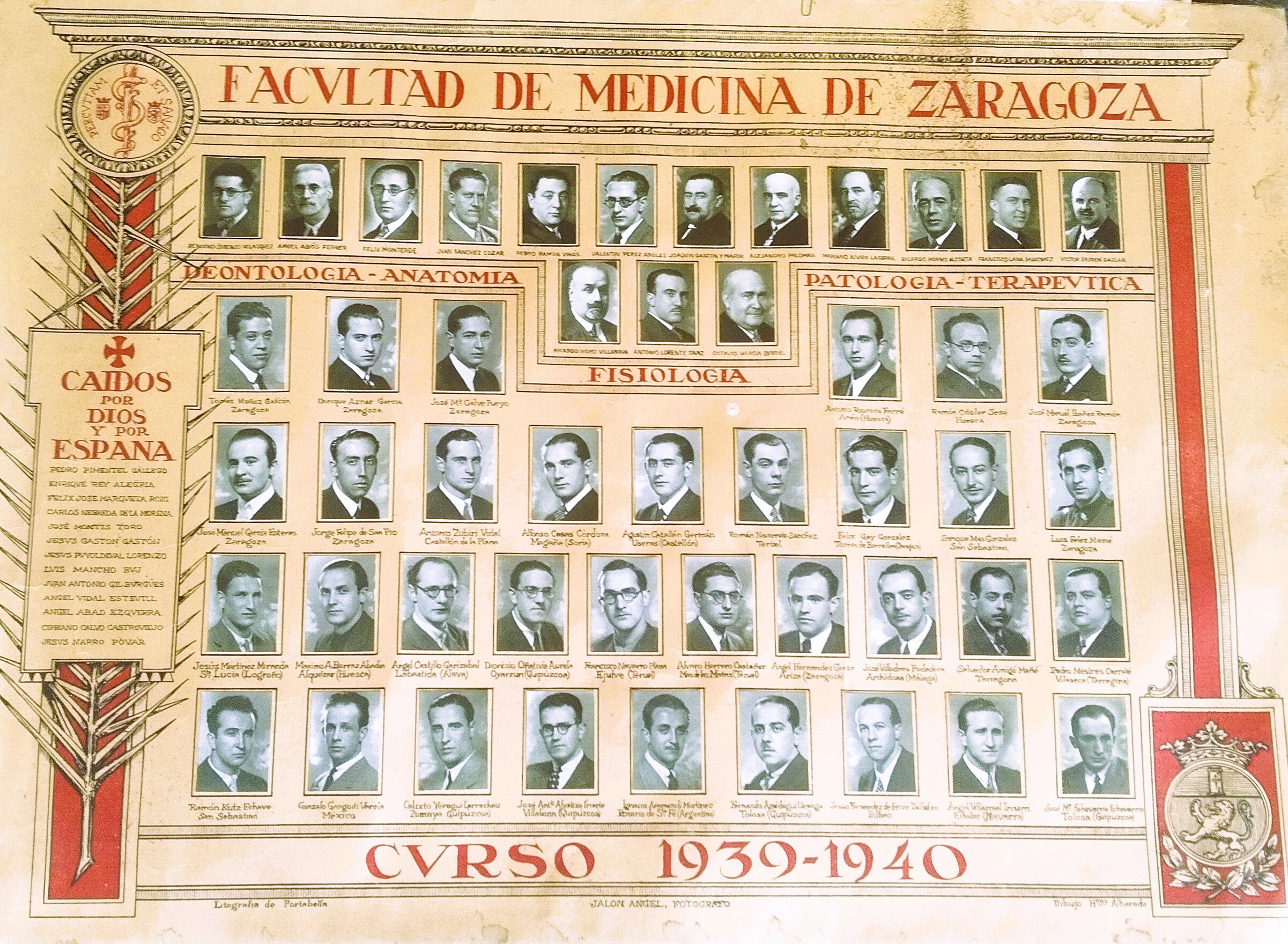
Orla Facultad de Medicina de la Universidad de Zaragoza

Para su formación en este pionero campo, José Antonio Alustiza visitó diversos hospitales estatales y, en 1961,  obtuvo una beca a propuesta del pediatra  Bosch Marín  de la Dirección General de Sanidad. Esta beca le permitió formarse en  el  Centro de Prematuros de la Escuela Nacional  de Puericultura de París  bajo la dirección del profesor Marcel Lelong.
Uno de sus objetivos en estos inicios fue obtener material sanitario especializado para el tratamiento de los niños prematuros,  como sondas y catéteres, que en España eran de difícil acceso debido a la escasez de recursos y al contexto del bloqueo sanitario existente en el país. A través de  contactos internacionales, especialmente en Estados Unidos, logró  colaboraciones que le permitieron adquirir el material necesario, lo que resultó fundamental para la implementación de su trabajo en el Centro de Prematuros de San Sebastián. Esta gestión fue clave, ya que en esa época el material sanitario era extremadamente limitado y precario, lo que dificultaba la atención adecuada a los bebés prematuros.
Una afición que cultivó fue la pelota vasca, más concretamente el juego de rebote en Villabona, del que fue jugador y participó en el Comité organizador de la Sociedad Deportiva  Bear-Zana en 1947.

## Vídeos
- La Casa Cuna de Fraisoro. Mujeres de barro, infancia de cristal.
- Mujeres de barro, infancias de cristal. Casa Cuna de Fraisoro. Asociación cultural Manuel Larramendi. Youtube.